# حصار أوديسا

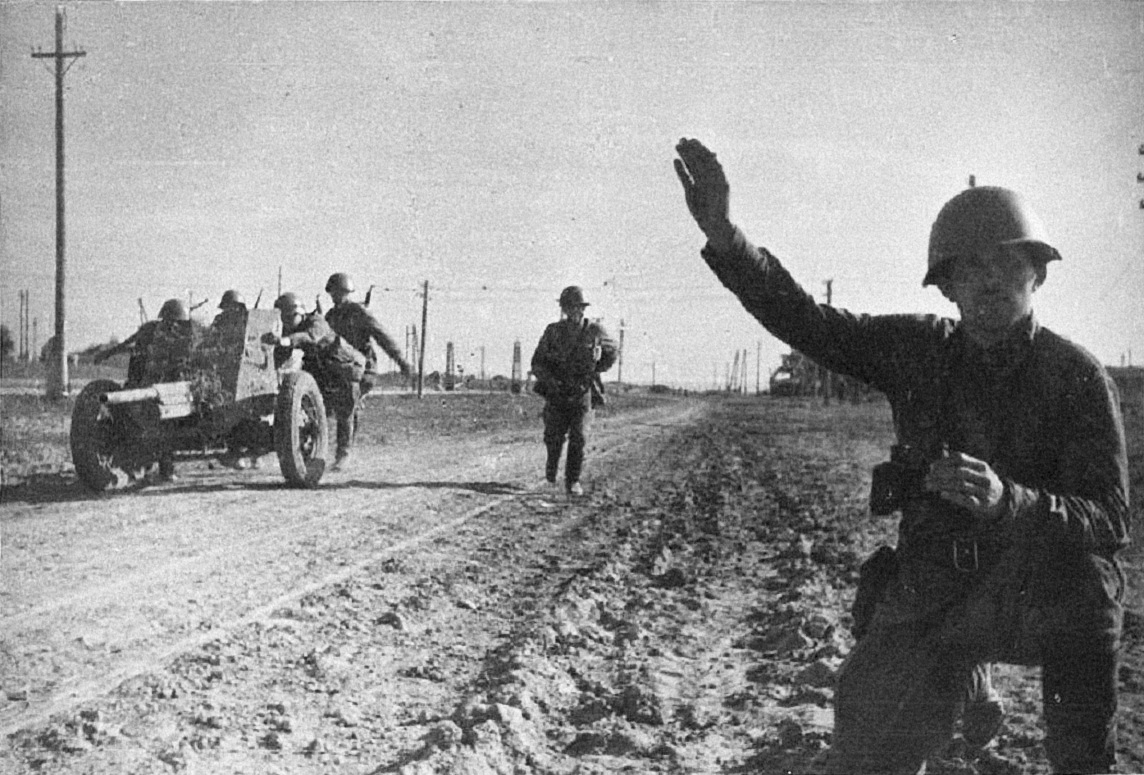
مدفعية اثناء صد دبابة في المعركة

حصار أوديسا كان هجومًا عسكريًا شنّته قوات رومانيا بدعم من ألمانيا النازية ضد مدينة أوديسا السوفيتية، خلال الحرب العالمية الثانية، وذلك ضمن حملة عملية بارباروسا، واستمر الحصار من 8 أغسطس حتى 16 أكتوبر 1941. انتهى الحصار بانسحاب القوات السوفيتية وإجلائها عبر البحر الأسود، وسقوط المدينة بيد قوات المحور.

## الخلفية
بعد بدء عملية بارباروسا في يونيو 1941، شاركت رومانيا حليفة ألمانيا في الهجوم على الاتحاد السوفيتي، بهدف استعادة أراضي بسارابيا وشمال بوكوفينا التي فقدتها سابقًا. شكلت مدينة أوديسا، الواقعة على الساحل الجنوبي الغربي للاتحاد السوفيتي، هدفًا استراتيجيًا هامًا بسبب موقعها البحري وتحصيناتها العسكرية.

## الحصار
بدأت المعارك في 8 أغسطس 1941 عندما تقدمت القوات الرومانية المدعومة بالمدفعية الثقيلة والدبابات تجاه المدينة. واجهت القوات السوفيتية المهاجمين بمقاومة شرسة، واستمرت المعارك أكثر من شهرين. استخدمت القوات الرومانية غاز الخردل والمدفعية الثقيلة لخرق التحصينات.
في أواخر سبتمبر، بدأ النقص في الإمدادات والتعزيزات يؤثر على الدفاعات السوفيتية، ما دفع القيادة السوفيتية إلى اتخاذ قرار بإخلاء المدينة، الذي بدأ سرًا في 14 أكتوبر واستُكمل في 16 أكتوبر 1941.

## بعد الحصار
بعد سقوط المدينة، ارتكبت القوات الرومانية بدعم ألماني مجزرة أوديسا، حيث قُتل عشرات الآلاف من المدنيين والجنود الأسرى، كرد فعل على تفجير مقر القيادة الرومانية من قبل عناصر سوفيتية متبقية.

## الأهمية
شكل سقوط أوديسا أول نصر كبير لرومانيا في الحرب، ورفع من مكانتها في تحالف المحور، إلا أن الخسائر البشرية الضخمة أثّرت على قدراتها في الحملات اللاحقة. كما أن الدفاع الشرس عن المدينة اعتُبر من أنجح عمليات الصمود السوفيتية في المرحلة المبكرة للحرب.